# Groteska (výtvarné umění)

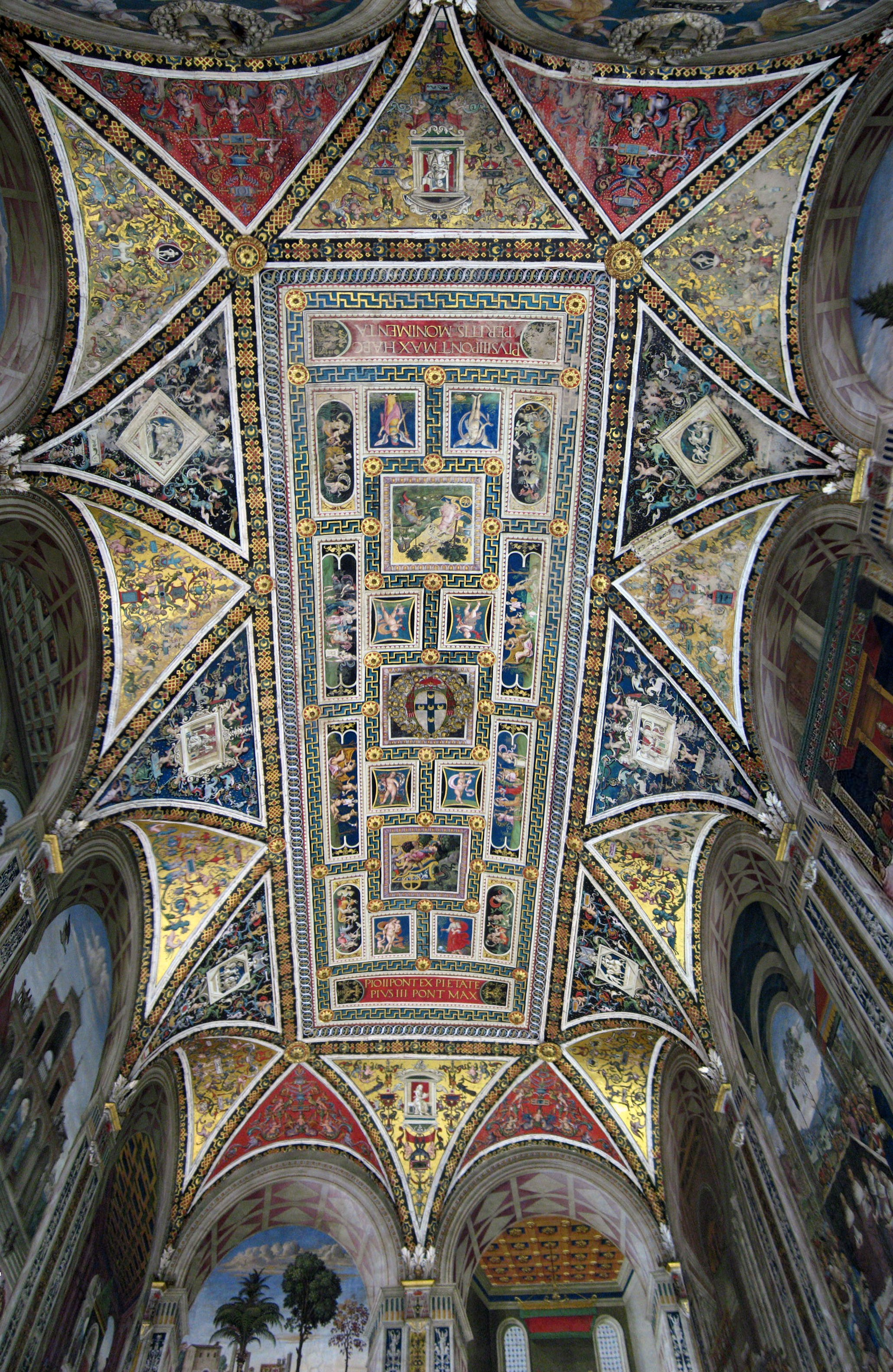
Strop katedrální knihovny v Sieně (Pinturicchio, po 1502

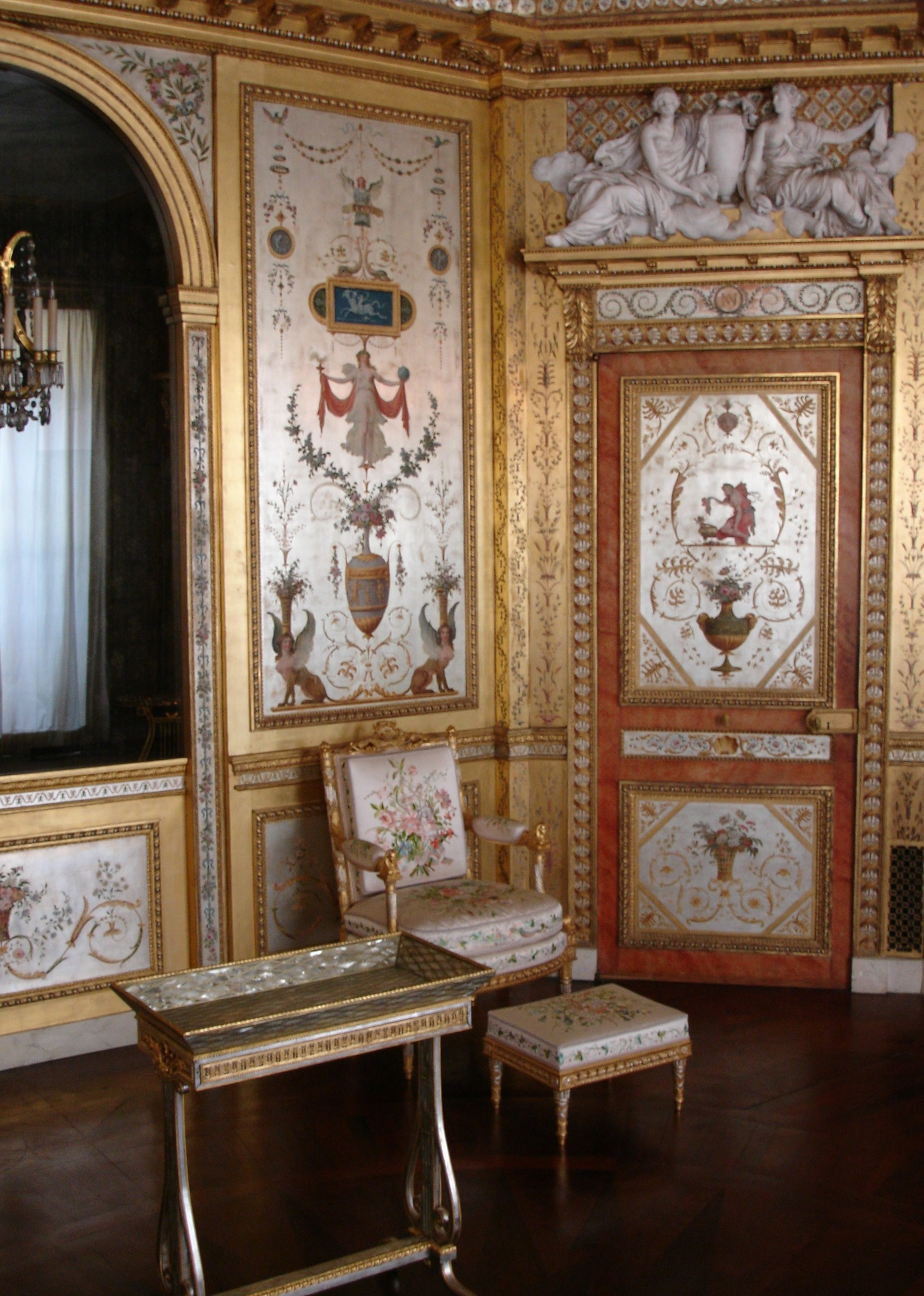
Novoklasická výzdoba dámského pokoje v groteskním stylu (Fontainebleau, Francie 1796)

Groteska je ve výtvarném umění označení pro drobné dekorativní malby či plastiky z rostlinných, figurálních i fantastických motivů, inspirované hlavně nástěnnými malbami ze starověkých Pompejí a Říma. Nemají žádné spojující téma či předmět, s velkým smyslem pro symetrii harmonicky pokrývají vymezenou plochu a kombinují rozmanité prvky, nejčastěji na světlém pozadí.

## Historie
Římské dekorativní nástěnné malby, zejména v soukromých prostorách, užívaly hlavně rostlinné motivy, což snad Římané převzali z etruského umění. Slovo groteska pochází z italského stile grottesco, doslova jeskynní styl. Odvolává se na živý a hravý sloh tehdy právě objevených dekorativních maleb v císařském paláci v Římě (Domus aurea). Protože byly objeveny pod zemí, označovali je jako "jeskynní". Označení se poprvé vyskytuje roku 1502 ve smlouvě na výzdobu dómské knihovny v Sieně, vlastním původcem groteskního stylu je však Raffael Santi, který jej rozvinul hlavně při výzdobě papežského paláce ve Vatikánu. Na rozdíl od vážného a převážně tematického starověkého i středověkého umění překvapoval groteskní styl svou hravou lehkostí a rychle se rozšířil po celé Evropě. Nenesl žádné poselství ani sdělení a působil čistě esteticky. Baroknímu vkusu příliš nevyhovoval, ale znovu oživl v klasicismu a v některých směrech 20. století. Od 19. století se od tohoto původního významu slova odvíjejí další významy, jako směšný a humorný.

## Popis
Groteska dnes označuje dekorativní dílo menších rozměrů, které člení a vyplňuje danou plochu. Skládá se hlavně z rostlinných motivů, do nichž jsou zasazeny lidské tváře a lidské i zvířecí postavy tak, že nedávají dohromady žádný smysl, ale plochu lehce oživují a dávají jí harmonický vzhled. Starší grotesky bývají hodně symetrické a v zájmu lehkosti nikdy zcela nepokrývají danou plochu.

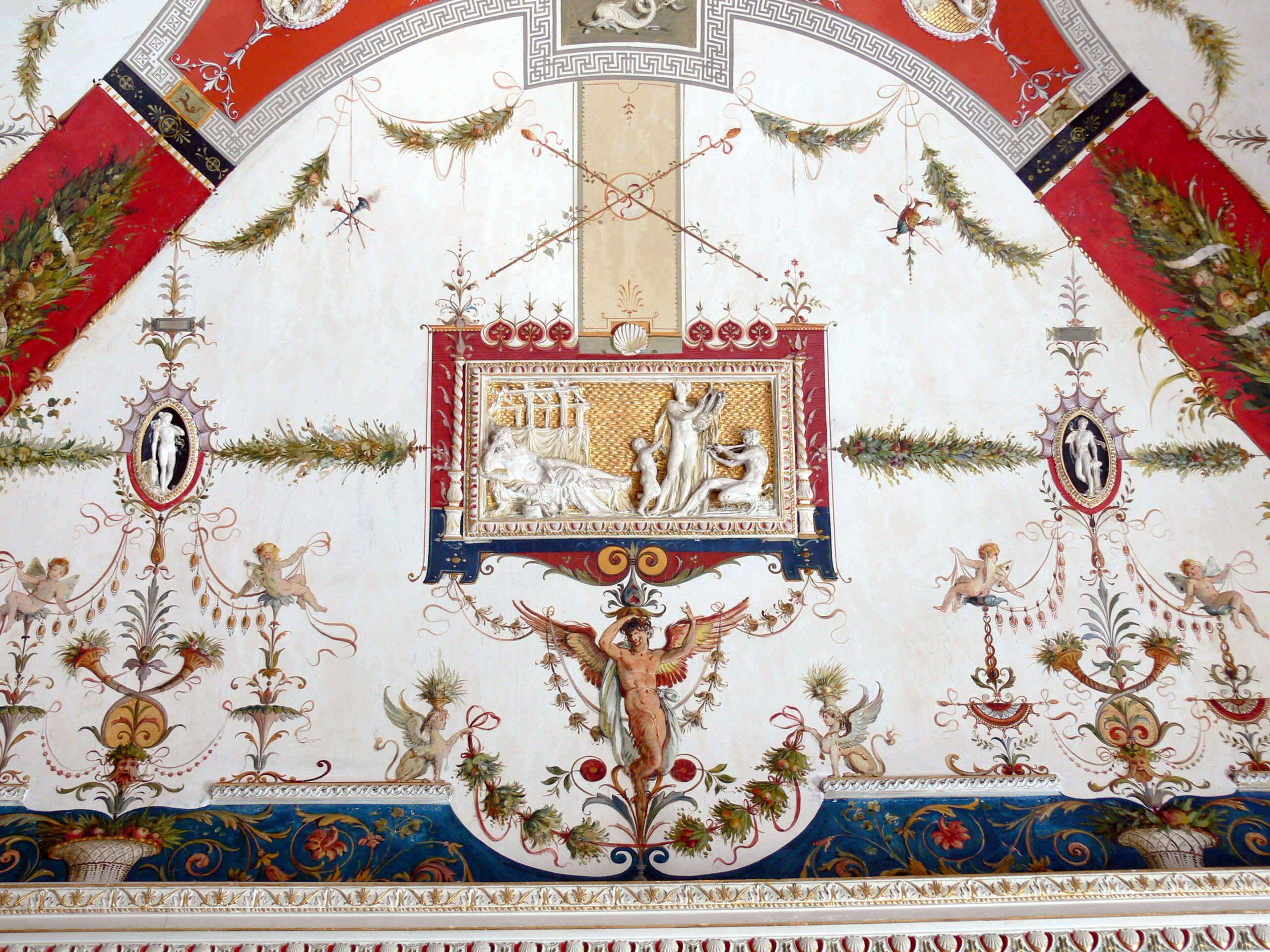
Vila Carlotta, Tremezzo, strop
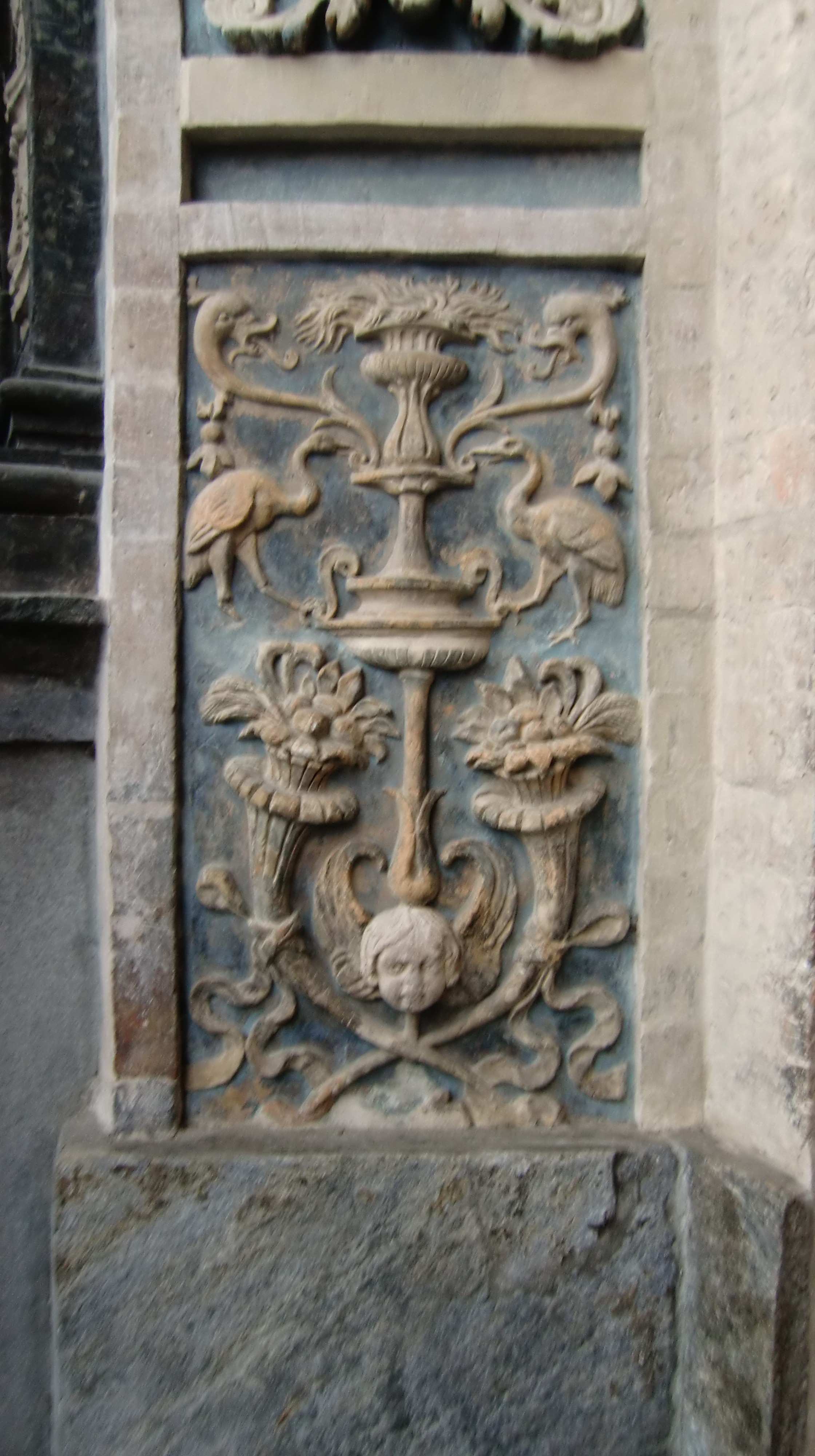
Katedrála v Aostě, průčelí
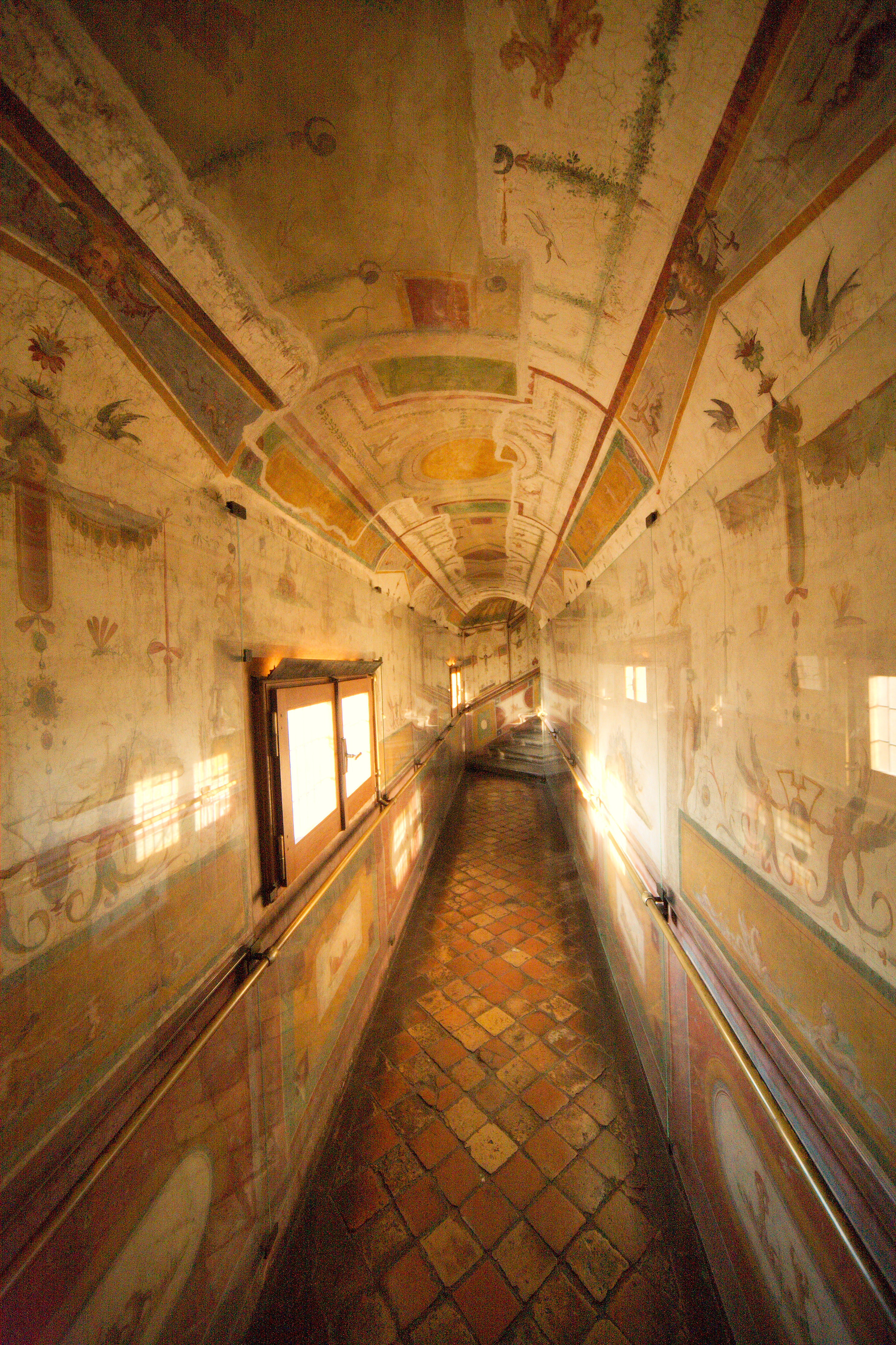
Andělský hrad v Římě, chodba
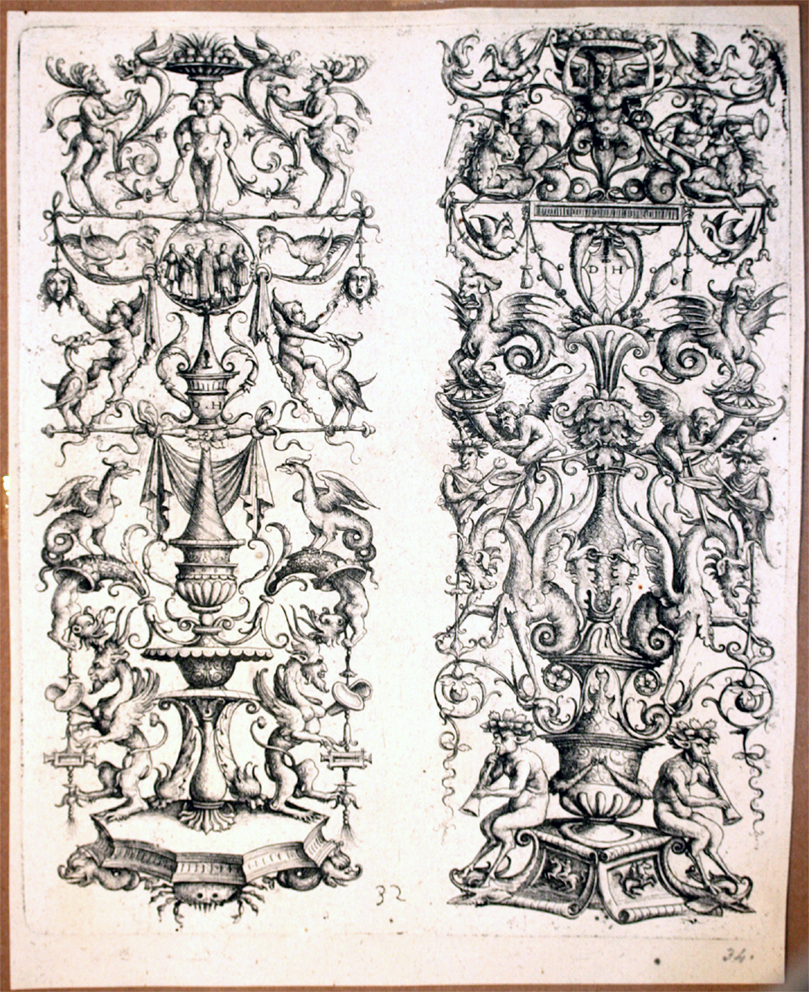
Grotesky, německá rytina